# Ourapteryx similaria
Ourapteryx similaria là một loài bướm đêm trong họ Geometridae.